# 니켈하르파

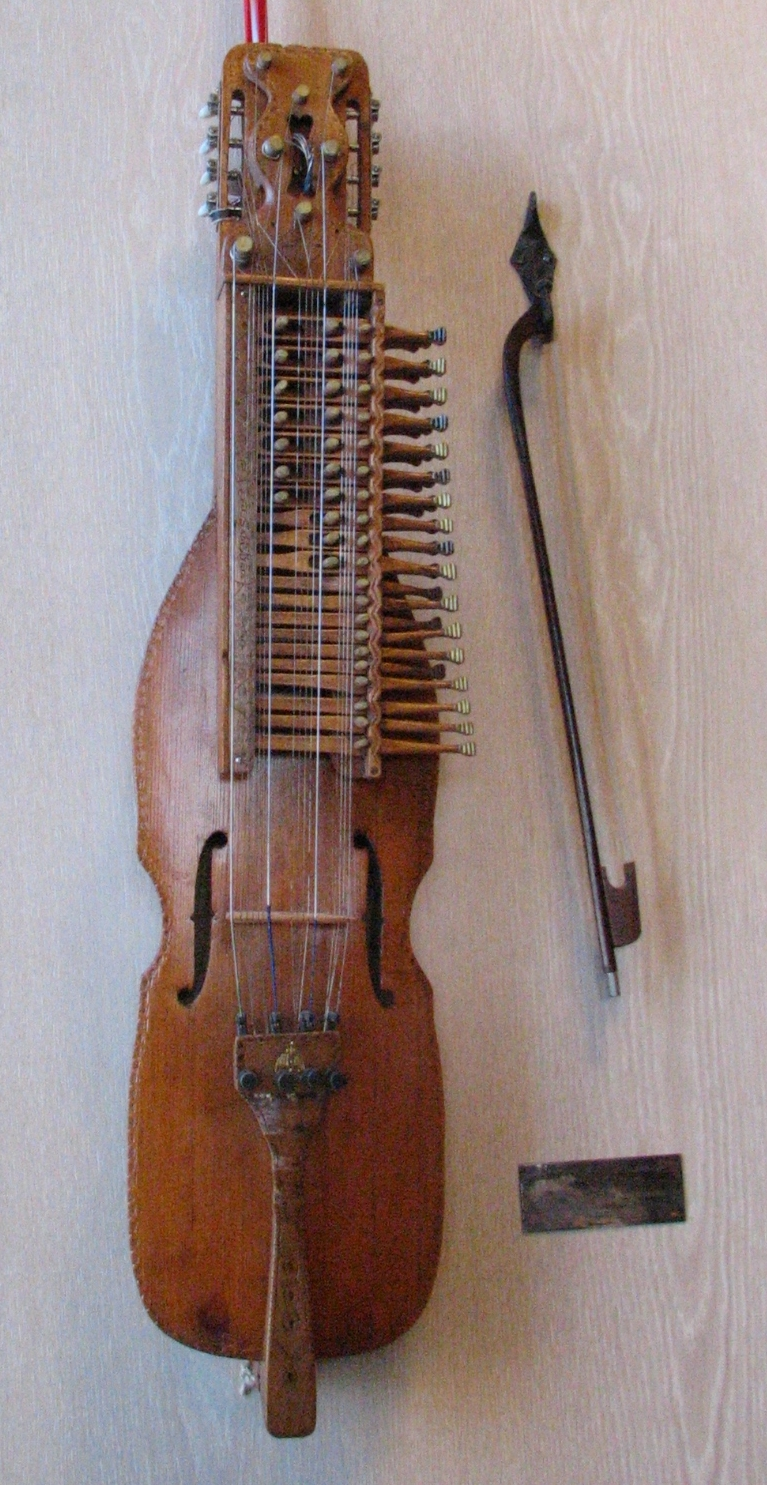
니켈하르파

니켈하르파(Nyckelharpa)는 옛날 스웨덴의 현악기이다. 허디 거디와 비슷하지만, 롤러 대신에 활로 소리를 낸다.
외부 링크
- [https://www.nyckelharpa.eu/ European Nyckelharpa Cooperation}
- International Days of the Nyckelharpa

## 같이 보기
- 드렐라이어